# Veenendaal-Veenendaal 2007
La Veenendaal-Veenendaal 2007, ventiduesima edizione della corsa, valida come evento dell'UCI Europe Tour 2007 categoria 1.HC, si svolse il 13 giugno 2007 su un percorso di 207,1 km. Fu vinta dal tedesco Steffen Radochla, che terminò la gara in 4h 45' 19" alla media di 43,552 km/h.
Dei 131 ciclisti alla partenza furono 73 a portare a termine la competizione.

## Ordine d'arrivo (Top 10)
| Pos. | Corridore         | Squadra      | Tempo    |
| ---- | ----------------- | ------------ | -------- |
| 1    | Steffen Radochla  | Gerolsteiner | 4h45'19" |
| 2    | Stefan van Dijk   | Gerolsteiner | s.t.     |
| 3    | Davide Viganò     | Topsport Vl. | s.t.     |
| 4    | Frédéric Amorison | Skil-Shimano | s.t.     |
| 5    | Elia Rigotto      | Team Milram  | s.t.     |
| 6    | Wouter Weylandt   | QuickStep    | s.t.     |
| 7    | Steven Caethoven  | Garmin       | s.t.     |
| 8    | Arnoud van Groen  | P3 Transfer  | s.t.     |
| 9    | André Schulze     | Mitsubishi   | s.t.     |
| 10   | Paul van Schalen  | F. des Jeux  | s.t.     |